# Kynofobie

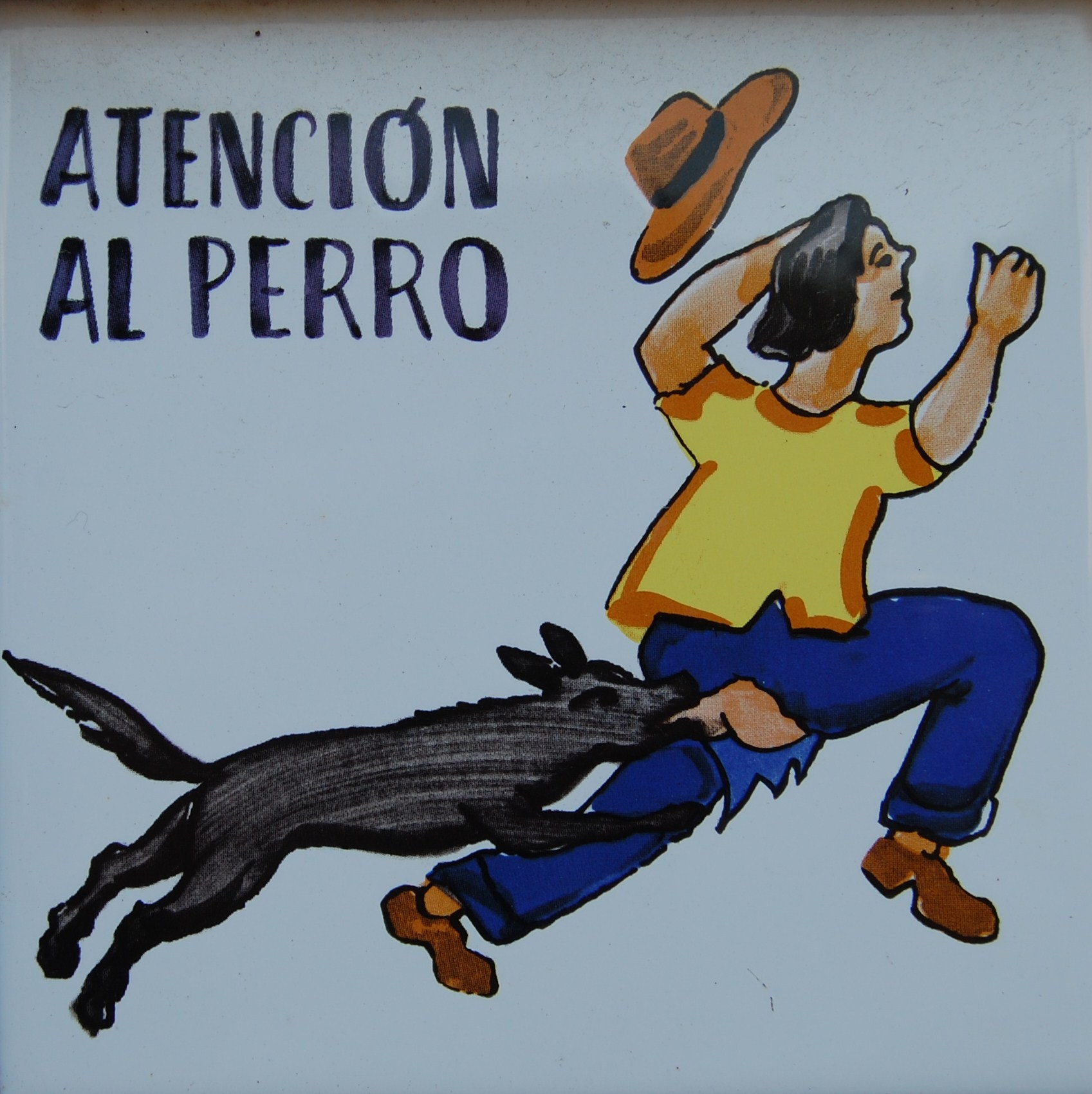
"Pas op voor de hond" in het Spaans

Kynofobie is een specifieke fobie, de ziekelijke en irreële vrees voor honden. Het woord is afgeleid van het Griekse κύων kúōn, hond en φόβος phobos, angst/vrees. De aandoening wordt ook wel canofobie genoemd, van het Latijnse canis, hond. De fobie valt onder de dierenfobieën.
Mogelijk bestaat bij iedereen een zekere oerangst voor honden, omdat het roofdieren zijn, maar van een echte fobie is pas sprake als een persoon zo bang is, dat hij honden zo veel mogelijk mijdt of bij een confrontatie met de dieren zelfs paniekaanvallen krijgt. Hoewel de angst ernstig kan zijn, ziet de lijder wel in dat er reëel van honden onder de meeste normale omstandigheden niets te vrezen valt.
Meestal kan de fobie met behulp van psychologische begeleiding worden verholpen. De effectiefste behandeling voor dit type fobieën is de gewenningsmethode waarbij de lijder langzamerhand aan voor hem angstverwekkende situaties wordt blootgesteld, beginnend met situaties die slechts heel weinig angst oproepen.